# Steven Legendre
Steven Michael Legendre (5 maggio 1989) è un ginnasta statunitense.

## Palmarès
- Campionati mondiali di ginnastica artistica

Tokyo 2011: bronzo nel cononcorso a squadre;
Anversa 2013: argento nel volteggio;
- Giochi panamericani

Toronto 2005: oro nel concorso a squadre;